# Camponotus floridanus
Camponotus floridanus é uma espécie de inseto do gênero Camponotus, pertencente à família Formicidae.